# Monte Fentale
Il Monte Fentale è uno stratovulcano alto 2007 m situato nella regione di Oromia in Etiopia.